# Montecavolo
Montecavolo (Muntchêvel in dialetto reggiano) è una frazione del comune di Quattro Castella in provincia di Reggio Emilia, bagnata dal torrente Modolena, con una popolazione di circa 4 500 abitanti ed un'altitudine di 144 m s.l.m. Notevole il suo patrimonio di industrie e di imprese artigiane: il 47% delle imprese del comune di Quattro Castella è situato nella zona industriale di Montecavolo chiamata Orologia. La sua chiesa parrocchiale settecentesca è sulla collina (209 m s.l.m.) a sud-est.

## Storia
La prima menzione di Montecavolo risale ad un documento del 1080, poi altre menzioni le abbiamo nel 1156, nel 1218, nel 1256 e nel 1288 quando se ne menziona il castello. Il suo nome originario è Mons Calvolo, in volgare Monte Calvulo, poi divenuto Monte Caulo. La denominazione odierna è una storpiatura di quello che più correttamente dovrebbe chiamarsi Monte Calvo, e che nulla ha a che fare con l'omonimo ortaggio.

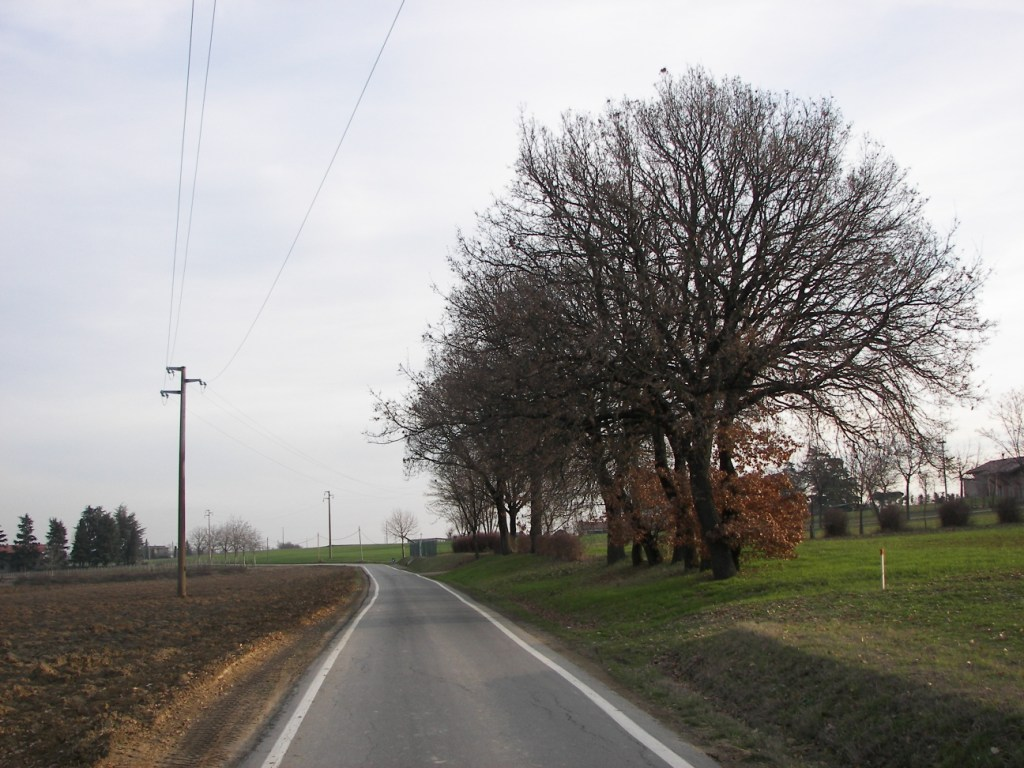
Via Montegrappa, Scampate frazione di Montecavolo

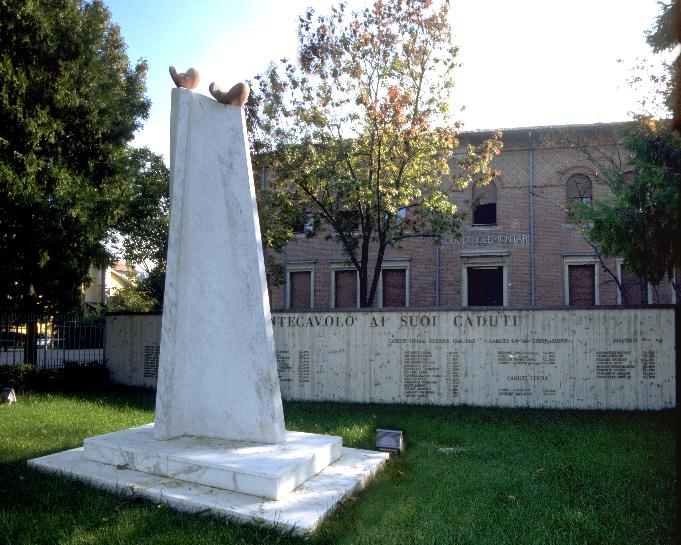
Monumento ai caduti di Montecavolo

## Feste e patroni
Sagra parrocchiale della Annunciazione della B. V. M., terza settimana di settembre.
All'interno della Sagra che ha inizio il giovedì mattina con il Triduo di preparazione alla celebrazione domenicale sono previste serate con animazione per gli adulti e giovani tra cui un concorso musicale e il famoso Palio dal Putéli, una corsa nelle vie del paese in cui si sfidano i quattro cantoni storici di Montecavolo: Cerro, Tripoli, Cantone e Scampate. L'obiettivo è quello di portare per primi al traguardo la putéla, una giovane ragazza nubile, trasportandola su di una portantina retta da quattro uomini. Pur avendo subito alcuni cambi di formato, il percorso e le regole sono simili a quelle d'origine. Il Palio riprende infatti una corsa che si svolgeva già nel '700, in occasione della festa mariana, con le statue della Madonna trasportate lungo la strada centrale del paese. 
La Fiera della Cuccagna, si svolge durante la festa patronale di San Rocco, il 16 agosto.

## Sport
Le società sportive legate a Montecavolo sono principalmente due: la U.S. Virtus Calcio polisportiva nata nel 1982 ed oggi rinominata ASD Terre Matildiche che comprende attività sportive come il calcio, il calcio a 5, la pallavolo e il basket occupandosi principalmente dei settori giovanili. A livello calcistico è presente una squadra Under 21 e una di Terza Categoria.
Insieme alla ASD Terre Matildiche è presente anche U.S. Montecavolo società calcistica semiprofessionistica che ha due squadre che militano rispettivamente nel campionato Juniores regionale e di Prima Categoria.
A livello amatoriale in paese è presente un torneo calcistico dal nome "Coppa dei cantoni", al quale posso partecipare esclusivamente solo i residenti in Montecavolo e Salvarano. Il torneo è composto da 7 squadre in cui i giocatori sono suddivisi a seconda della zona di residenza e prendono il nome dai cantoni storici in cui era suddiviso il paese: Cantone, Cerro, Scampate, Rodano, Tripoli, La Buca, La Fola.
Assieme al calcio esistono altre associazioni sportive praticanti altri sport: da segnalare La Ciclistica Montecavolo che dal 1979 organizza il ciclismo amatoriale e cicloturistico del territorio.
Oltre allo sport giocato c'è anche quello tifato, infatti a Montecavolo c'è la sede di uno dei più grossi Milan Club d'Italia.

## Musica
Dal 2006 si svolgono in occasione della Sagra dell'Annunciazione le finali di Prendinota un concorso musicale a tema con partecipazione a livello nazionale di artisti di svariate età. La manifestazione si è conclusa nel 2011.